# Lã Tu
Lã Tu (chữ Hán: 呂須, ?-180 TCN), sau được phong làm Lâm Quang hầu (临光侯), là vợ của danh tướng Phàn Khoái thời nhà Hán trong lịch sử Trung Quốc. Bà có người chị là Lã Trĩ, hoàng hậu nhà Hán đồng thời là người thao túng triều đình từ khi Hán Cao Tổ qua đời.

## Được gả cho Phàn Khoái
Chị của bà, Lã Trĩ khi còn trẻ đã kết hôn với Hán Cao Tổ Lưu Bang, vua đầu tiên của nhà Hán lúc Lưu Bang còn làm Đình trưởng, còn thời trẻ của Lã Tu chưa thấy thư tịch nào đề cập đến. Mãi sang năm 202 TCN khi Lưu Bang làm hoàng đế đã gả bà cho đại tướng Phàn Khoái và phong Khoái làm Vũ Dương Vũ hầu. Không rõ lúc xuất giá bà bao nhiêu tuổi nhưng có thể đoán được là chưa tới 40, do chị bà Lã Trĩ (sinh trước vào năm 240 TCN) khi đó mới 39 tuổi. Bà sinh cho Phàn Khoái một người con là Phàn Khang.
Tháng 2 năm 195 TCN, Cao Tổ cử Phàn Khoái đem quân đánh kẻ phản loạn là Lư Quán, nhưng do có người gièm pha nên vua lại sai Trần Bình và Chu Bột đến xử tử Phàn Khoái nhưng Trần Bình chỉ cách chức và đem về kinh chứ không giết. Cùng lúc Cao Tổ mất, Huệ Đế (người cháu gọi Lã Tu là dì) lên ngôi, quyền hành rơi vào tay Lã Trĩ. Lã hậu nể tình em gái Lã Tu nên tha cho Phàn Khoái.

## Được phong hầu và bị giết
Năm 187 TCN, Huệ Đế mất, Lã thái hậu lâm triều xưng chế và bắt đầu phong vương cho những người họ Lã để cho họ Lã nắm quyền. Thái hậu cũng phong cho Lã Tu làm Lâm Quang hầu.
Năm 180 TCN, Lã Thái hậu qua đời, Tề Ai vương (cháu nội Cao Tổ) ở phía đông khởi binh đánh họ Lã. Trong khi ở triều đình, Trần Bình và Chu Bột hưởng ứng, sai người nói với Triệu vương Lã Lộc hãy bỏ ấn tướng quốc về nước Triệu thì quân Tề sẽ lui. Lã Tu biết được, trách Lã Lộc:
Mày làm tướng mà bỏ quân lính thì họ Lã này sẽ không biết ở vào đâu!
Rồi đem tất cả châu ngọc, đồ quý báu vãi trong phòng, nói:
Ta không còn hơi đâu mà giữ của cho người khác.
Nhưng rốt cục Lã Lộc vẫn trao tướng ấn lại, cuối cùng bị giết chết. Trần Bình và Chu Bột ra sức thanh toán gia tộc họ Lã, bản thân Lã Tu bị đánh tới chết, còn con bà là Phàn Khang do là cháu ngoại họ Lã nên cũng bị giết. Sau nhà Hán tìm con người thiếp của Phàn Khoái lên làm Vũ Dương hầu.